# Herfindahl–Hirschman-index
A közgazdaságtanban a Herfindahl–Hirschman-index (egyéb szokásos nevén HHI vagy Herfindahl-index) a piaci koncentráció egyik mérőszáma. Az Egyesült Államok Igazságügyi Minisztériuma és a Szövetségi Kereskedelmi Bizottság, a továbbiakban: Minisztérium és Bizottság által gyakran alkalmazott indexet Orris C. Herfindahl és Albert O. Hirschman közgazdászokról nevezték el. Egy adott gazdasági szektor Herfindahl–Hirschman-indexe a piacon lévő vállalatok piaci részesedésének négyzetösszege.
Például, ha egy piacon négy vállalat van a következő piaci részesedésekkel, 30%, 30%, 20%, 20%, akkor a HHI értéke: 2600 (30²+30²+20²+20²). A HHI értéktartománya 10.000-től (a tiszta monopólium esete) a 0 határértékig terjed (az atomizált piac vagy a tiszta verseny esete). Bár kívánatos minden vállalatot bevenni a számításba, az alacsony piaci részarányú vállalatok adatainak hiánya nem okoz kritikus hibát, mivel az ilyen vállalkozások nincsenek lényeges hatással a HHI-re.
A Minisztérium és a Bizottság a vállalati egyesülések elbírálásakor kiszámítják az ágazat HHI mutatóját az egyesülés utáni állapotra és az egyesülés miatti HHI növekedés mértékét is.
A Minisztérium és a Bizottság tapasztalati alapon a piacokat három típusba sorolja:
- Nem koncentrált piac: 1500 alatti HHI
- Mérsékelten koncentrált piac: 1500 és 2500 közötti HHI
- Magas koncentrációjú piac: 2500 feletti HHI

Egy 2004-ben megjelent magyarországi tanulmány közli a magyar Gazdasági Versenyhital által alkalmazott HHI értékeket is.
Eszerint a piaci koncentráció
- 1000 alatti HHI értéknél alacsony szintűnek,
- 1000 és 1800 között mérsékeltnek,
- 1800 feletti értéknél magasnak

tekinthető. E megközelítést alkalmazták a magyar bankközi piac koncentrációjának értékelésére.
Alternatív módszer, amikor a részesedéseket nem százalékos értéken, hanem együtthatós formában kezeljük. Ebben az esetben a HHI értéke 0 és 1 között van; a 0-hoz közeli érték annak a jele, hogy a piacon sok, egyenként csekély piaci részesedéssel bíró szereplő van, míg az 1-hez közeli érték monopol, de legalábbis oligopol helyzetet tükröz. A HHI-t a különböző állami felügyeleti szervek gyakran használják arra, hogy megállapítsák, nincs-e veszélyben a piaci verseny.

## Matematikai háttér
Legyen {\displaystyle n} a piaci szereplők száma, és legyen {\displaystyle r_{1},\,r_{2},\,...,r_{n}} az egyes szereplők piaci részesedése. Akkor
az átlagos piaci részesedés pedig
Tekintsük most az egyes {\displaystyle r_{i}}-k átlagtól való eltérésének négyzetét, {\displaystyle (r_{i}-{1 \over n})^{2}}-et. Ez nyilván minden {\displaystyle i}-re nemnegatív, így
mégpedig egyenlőség éppen akkor áll, ha {\displaystyle r_{i}={1 \over n}} minden {\displaystyle i}-re.
Fejtsük most ki a jobb oldalt:
A jobb oldalon álló három tag közül az első épp a HHI, a második {\displaystyle n}-szer {\displaystyle 1 \over n^{2}}, azaz {\displaystyle 1 \over n}, a harmadik pedig {\displaystyle \sum _{i=1}^{n}r_{i}=1}-nek a {\displaystyle -{2 \over n}}-szerese. Tehát
ahol {\displaystyle H_{n}} jelöli az {\displaystyle n}-résztvevős piac Herfindahl–Hirschman-indexét, és így
ahol egyenlőség akkor és csak akkor áll, ha minden résztvevő piaci részesedése egyenlő.

## Példák
A massachusettsi Bedford városka repülőteréről két légitársaság indít menetrendszerű járatokat: a Boston-Maine, amelynek piaci részesedése 88,83% és az Atlantic Southeast, amely a megmaradó 11,17%-ot birtokolja. A bedfordi utasszállító repülés Herfindahl–Hirschman-indexe így {\displaystyle 0,8883^{2}+0,1117^{2}=0,8016}.
Az Egyesült Államok légitársaságainak piaci részesedése a belföldi utasforgalomban (utaskilométer-alapon) a következő:
|     | Légitársaság | Piaci részesedés |
| --- | ------------ | ---------------- |
| 1.  | American     | 14,3%            |
| 2.  | Southwest    | 13,0%            |
| 3.  | United       | 11,0%            |
| 4.  | Delta        | 10,8%            |
| 5.  | US Airways   | 8,3%             |
| 6.  | Continental  | 7,6%             |
| 7.  | Northwest    | 6,4%             |
| 8.  | JetBlue      | 4,3%             |
| 9.  | AirTran      | 3,3%             |
| 10. | Alaska       | 2,9%             |
|     | Egyéb        | 18,1%            |

Mivel itt csak a 10 legnagyobb résztvevő piaci részesedése ismert, a HHI-t csak becsülni tudjuk. Alsó becslést ad az első 10 piaci részesedés négyzetösszege:
{\displaystyle 0,143^{2}+0,130^{2}+0,110^{2}+0,108^{2}+0,083^{2}+0,076^{2}+0,064^{2}+0,043^{2}+0,033^{2}+0,029^{2}=0,082}
A felső becsléshez tegyük fel, hogy a fennmaradó 18,1% piaci részesedést {\displaystyle k} darab piaci résztvevő adja. A fenti matematikai háttérben szereplő gondolatmenettel látható, hogy ezeknek a piaci részesedéseknek a négyzetösszege legfeljebb {\displaystyle 0,181 \over k}. Mivel a számolásban szereplő piaci részesedések mindegyike kisebb a 10. helyen álló Alaska Airlines 2,9%-ánál, {\displaystyle k} értéke legalább {\displaystyle 18,1 \over 2,9}, azaz {\displaystyle k>7}. Emiatt a 10. hely utáni piaci részesedések négyzetösszege legfeljebb {\displaystyle {0,181 \over 7}=0,026} és így a teljes HHI legfeljebb {\displaystyle 0,082+0,026=0,108}. A teljes amerikai polgári légiközlekedés Herfindahl–Hirschman-indexe tehát 0,082 és 0,108 között van.

## Variánsok
A HHI kiszámításakor a piaci részesedést gyakran nem 0 és 1 közötti számként, hanem százalékosan fejezik ki, és így persze a HHI értéke maga sem 0 és 1 között, hanem 0 és 10 000 között mozog. A fenti első példában a HHI így 8016 lenne, a másodikban pedig egy 820 és 1080 közötti érték.
A HHI egy másik variánsa a normalizált Herfindahl–Hirschman-index, amelyet a
{\displaystyle H*={\left(H-1/n\right) \over 1-1/n}}
képlettel számolunk ki, ahol {\displaystyle H} az eredetileg definiált HHI, {\displaystyle n} pedig a piaci résztvevők száma. A normalizált HHI értéke 0 és 1 között mozog (szemben a hagyományos HHI-val, amelynek minimuma {\displaystyle 1/n}).

## Gyakorlati alkalmazás
A modern piacgazdaságokban az állam egyik gazdasági feladata az, hogy őrködjön a piaci verseny szabadsága fölött. Ennek egyik eszköze az, hogy az állam felügyeleti jogkörével élve visszaszorítja a túlzott piaci fölény megszerzésére irányuló törekvéseket. A különböző állami felügyeleti szervek gyakran használják a HHI-t annak objektív mérésére, hogy egy adott piaci szektor, vagy egy esetleges cégfúzió után létrejövő piaci helyzet nem túlzottan koncentrált-e.
Az Egyesült Államok Igazságügyi Minisztériumának Versenyhivatala (Antitrust Division of the US Department of Justice) például a Herfindahl–Hirschman-index segítségével hoz döntést arról, hogy jóváhagyjon-e cégegyesüléseket. Ha a tervezett cégfúziót követően a kérdéses piaci szektorban a HHI 0,1 alatt marad, akkor a Versenyhivatal nem tekinti aggályosnak az egyesülést. Másrészt ha a fúzió utáni HHI 0,18 fölött van, és a HHI a cégegyesülés hatására több mint 0,01-dal növekszik, akkor az egyesülni kívánó cégeknek igazolniuk kell, hogy egyéb okok miatt nem várható, hogy a fúzió nyomán tisztességtelen előnyhöz jutnának.
Magyarországon a PSZÁF és elődszervezetei, valamint a Magyar Nemzeti Bank az 1990-es évek óta figyelemmel kísérik a bankrendszer Herfindahl–Hirschman-indexét, amely az 1991-es 0,1565-ről 2002-re a 0,0986-os értékig csökkent.

## Fordítás
Ez a szócikk részben vagy egészben  a   Herfindahl index című angol Wikipédia-szócikk fordításán alapul.  Az eredeti cikk szerkesztőit annak laptörténete sorolja fel. Ez a jelzés csupán a megfogalmazás eredetét és a szerzői jogokat jelzi, nem szolgál a cikkben szereplő információk forrásmegjelöléseként.

## Külső hivatkozások
- ↑ Horizontal Merger Guidelines: Az Egyesült Államok Igazságügyi Minisztériumának és a Szövetségi Kereskedelmi Bizottságnak az útmutatója a horizontális fúziókhoz[halott link]
- ↑ Lublóy: Lublóy Ágnes: A magyar bankközi piac rendszerkockázati vonatkozásai. MNB Füzetek 2004/10.